# Fehér-Drin
A Fehér-Drin (szerbül Бели Дрим / Beli Drim, albánul Drin i Bardhë) folyó Koszovó és Albánia területén, a Drin egyik alkotója.
A folyó a Zhleb hegy déli lejtőjén ered, Pejától 10 km-re északra Koszovó nyugati részén (szerbül Metohija, albánul Dukagjin). Pár kilométer után délnek, délkeletnek folyik, majd Prizrentől 10 km-re nyugatra ismét irányt változtat, ezután délnyugatnak folyik, és „átlépi” a határt. Kukësnél találkozik a Fekete-Drinnel a Fierzai-víztározóban, hogy onnan már együtt, új néven, mint Drin hömpölyögjenek az Adriai-tenger felé.
Hossza 134 km, ebből az Albániára eső rész 20 km.
Mellékfolyói a Klina, Lumbardh i Pejës és Lum i Bardhë.
| A Fehér-Drin Gyakovicánál |